# خوسيه دي خيسوس الفارو
خوسيه دي خيسوس الفارو (بالإنجليزية: José de Jesús Alfaro)‏ (و. 1800 – 1855 م) هو سياسي من نيكاراغوا .